# Josef Ostermayer (Pädagoge)
Josef Ostermayer (* 9. November 1909 in Bischofszell, Schweiz; † 4. Januar 1998 in Zug, Schweiz; heimatberechtigt in Warth, Kanton Thurgau) war ein Schweizer Institutsleiter, Lehrer und Pädagoge.

## Leben und berufliche Tätigkeiten
Aufgewachsen in Bischofszell als Sohn bayrischer Einwanderer (Erwerb Schweizer Bürgerrecht 1928), besuchte Josef Ostermayer die Kantonsrealschule St. Gallen und das Lehrerseminar in Zug (Diplom 1928). Es folgte die Aufnahme des Studiums der Germanistik und Geschichte an der Universität Freiburg i. Ü., wo er 1930 das Sekundarschullehrerdiplom erwarb und 1933 doktorierte. Studien in Pädagogik, Romanistik und Anglistik absolvierte er an den Universitäten in Grenoble, Paris, Bern und Zürich. Von 1935 bis 1946 übernahm er Lehrertätigkeiten am Lehrerseminar Zug, an der Kantonsschule Zug und an der Kantonsschule Luzern.
Während des Zweiten Weltkriegs von 1939 bis 1945 leistete er Militärdienst als Verantwortlicher Kanzleichef der Gebirgsbrigade 12, im Range eines Oberleutnants.
1946 erfolgte die Wahl Ostermayers zum Direktor des Internationalen Knabeninstituts Montana Zugerberg (heute: Institut Montana Zugerberg). Nach dem Zweiten Weltkrieg galt es, die von Max Husmann 1926 gegründete Schule von Grund auf wiederaufzubauen und neu auszurichten. Das Direktorenamt Ostermayers umfasste sowohl die pädagogische wie die unternehmerische Gesamtverantwortung. Infolge Vernachlässigung und Zweckentfremdung der Gebäude während des Krieges bedurften die Immobilien umfangreicher Sanierungen, was angesichts einer wirtschaftspolitisch nach wie vor risikobehafteten Situation eine sorgfältige Investitionsplanung in den Aufbaujahren erforderte.
Das Schuljahr 1946/47 begann mit 47 Schülern. Ostermayer arbeitete von Beginn an am Wiederaufbau der verschiedenen, auf länderspezifische Bildungssysteme ausgerichteten Sektionen: Die Schweizer Sektion mit eingegliederter Holländischer und Französischer Sektion sowie die Italienische Sektion bildeten die zentralen Organisationseinheiten. 1952 gründete er die Amerikanische Sektion. 1976 erreichte Ostermayer nach langjährigem Einsatz die eidgenössische Anerkennung der vom Institut Montana ausgegebenen, bisher kantonal (Kanton Zug) anerkannten Maturitätszeugnisse. Seine Ehefrau Elisabeth Ostermayer-Bettschart unterstützte ihn in zahlreichen Bereichen, ganz besonders im Bereich Hospitality Management. Mit Umsicht, Optimismus und Ausdauer beim Erreichen gesetzter Ziele trug sie substanziell zum Erfolg der Schule bei.
Ostermayer widmete sich früh neuen Formen der Akquisitionstätigkeit, bereiste intensiv die Zielmärkte des Instituts Montana und verfasste bereits 1946/47 Werbeschriften in verschiedenen Sprachen. Im Rahmen dieser Arbeit gab er dem Zürcher Künstler Hans Tomamichel den Auftrag, neue Prospekte grafisch zu gestalten. Von Tomamichel stammt das stilisierte Bäumchen in der Weltkugel, das bis heute das Markenzeichen der Schule ist und im Branding genutzt wird. Ostermayer gründete 1946 das «Montanablatt» und 1966 den «Montanaclub Zugerberg», beides Organe zur besseren internationalen Vernetzung. Ende der 1960er Jahre leitete Ostermayer die Öffnung zur ergänzenden Externatsschule ein.
Ostermayer amtete als Direktor des Instituts Montana für 34 Jahre bis 1980. Diese Zeitspanne war durch Stabilität, weitgehende Vollbelegung hinsichtlich der Schülerzahlen im Internat sowie ökonomischen Erfolg gekennzeichnet. Beim Rücktritt Ostermayers als Direktor des Instituts Montana im Jahr 1980 betrug die Gesamtzahl der internen Jahresschüler 300. Es waren insgesamt 28 Nationen vertreten.
Ostermayer war es nach den massiven Verwerfungen des Zweiten Weltkriegs ein grosses Anliegen, nachkommenden Generationen den Wert der gelebten Internationalität und des gegenseitigen Verständnisses und Gemeinsinns über Sprachgrenzen, Religionen und Mentalitäten hinweg auf den Lebensweg zu geben. In diesem Sinne war die Schule auch ein Engagement für das neu entstehende Europa. Als Pädagoge lag ihm das Vertiefen der individuellen Entfaltung und Entwicklung, die in Bezug und Verantwortung zur gegebenen Gemeinschaft zu setzen waren, besonders am Herzen. Diese Anliegen vertrat er durch tägliche gelebte Präsenz im Alltag des Schul- und Internatslebens. Dieses pädagogische Wirken Ostermayers und der ökonomische Erfolg des Instituts Montana in diesen Jahrzehnten begründeten das hohe Ansehen des Instituts Montana weltweit.

## Familie
Josef Ostermayer war seit 1938 mit Elisabeth Ostermayer-Bettschart verheiratet. Gemeinsam hatten sie drei Kinder.

## Auszeichnungen
1968: Orden des italienischen Staatspräsidenten «Al merito della Repubblica Italiana».

## Schriften oder Literatur
- Das Institut Montana Zugerberg in den Jahren 1946–1971. 123 Seiten, Montana-Verlag Zugerberg.
- 50 Jahre Institut Montana Zugerberg 1926–1976. 224 Seiten, Montana-Verlag Zugerberg, 1976.
- Die Persönlichkeit des Erziehers. In: Der Heimerzieher und seine Helfer (= Formen und Führen. H. 10). Caritas Verlag, 1950.
- 50 Jahre Institut Montana Zugerberg. In: Neue Zürcher Zeitung. 19. Oktober 1976, S. 27.
- Roland Roggen: Klassenzimmer mit Blick in die Welt. In: Neue Zürcher Zeitung. 20. März 1980, S. 65.